# 呂家弘
呂家弘（1997年3月4日—），臺灣男子羽毛球選手，隸屬亞柏羽球隊。就讀臺北市立大學。2015年於世界青年羽毛球錦標賽奪得男子單打冠軍，成為臺灣第一位赢得世青賽冠軍的选手。

## 簡歷

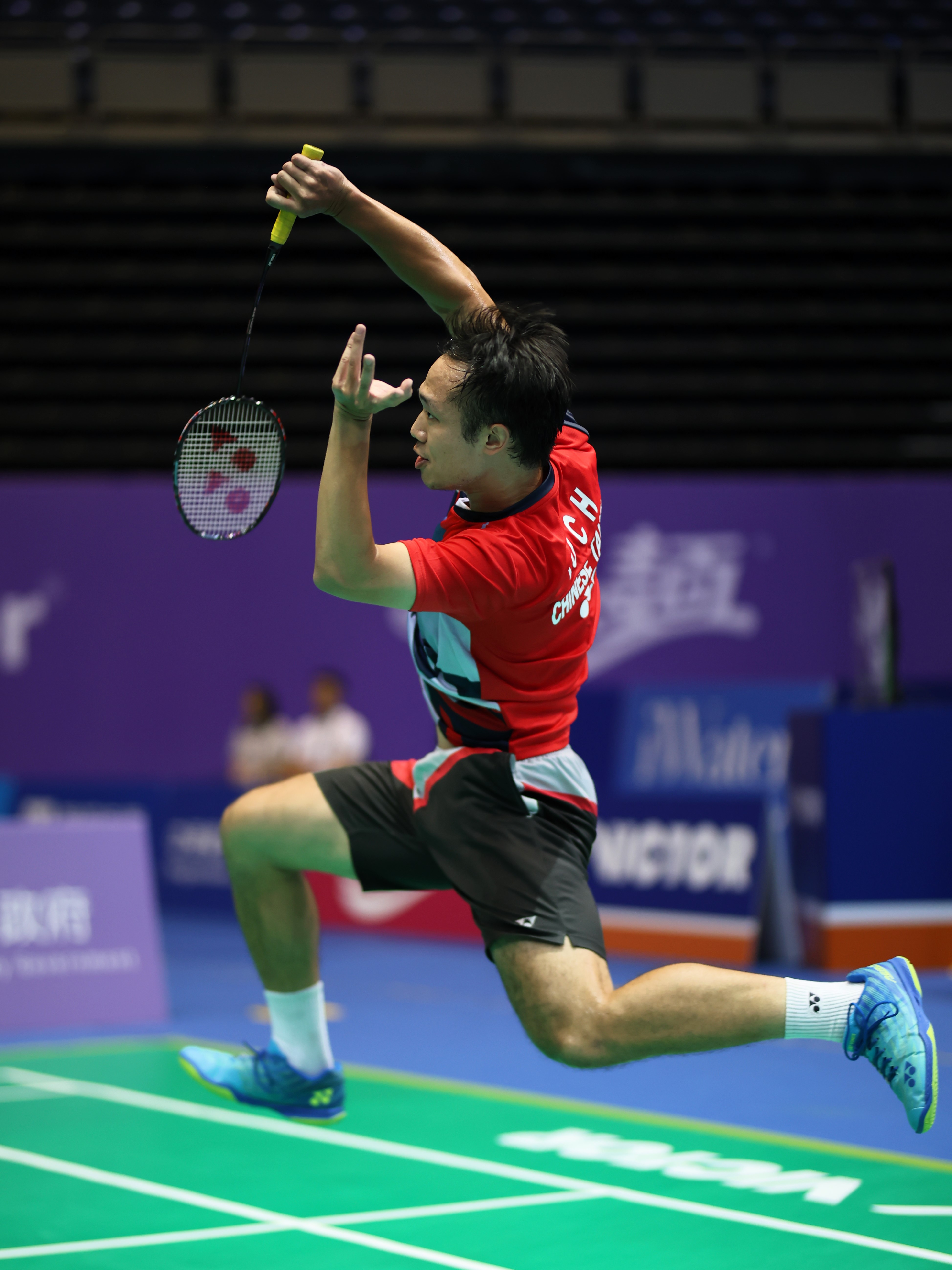
2024高雄羽球大師賽

呂家弘的兄姊呂佳彬、呂家騫皆為臺灣甲組羽球選手。呂家弘小學就讀臺北市民權國小:5806，國中時就讀臺北市同高中國中部，後就讀高雄中學、臺北市立大學球類運動學系。
呂家弘曾於2014年參加青年奧運會羽球男單與混雙比賽。2015年6月，呂家弘在全國羽球團體錦標賽決賽中出戰第四點男單，並爆冷以2-0（24-22、21-19）擊敗當時世界排名第七的周天成，助亞柏羽球隊首次贏得全國團體賽冠軍。9月，成功衛冕奧克蘭羽毛球國際賽男單冠軍。該年11月，呂家弘參加在祕魯利馬舉辦的世界青年羽毛球錦標賽，於混合團體項目獲得季軍；在男子單打項目，他於八強賽以2比1擊敗上屆冠軍、中國的林貴埔（19-21、21-10、21-18），準決賽再勝日本的渡邊航貴，晉級決賽。最終呂家弘以2比1戰勝（17-21、21-10、21-7）印度的西里爾·維爾馬，成為首位在世界青年羽毛球錦標賽奪冠的臺灣選手。
世青賽奪冠後，呂家弘曾變得自我、練球態度散漫。2015年底，因車禍導致右手大拇指骨折，休養半年後復出，在2016年越南大獎賽拿下傷後首勝；2016年9月於雪梨國際賽男單決賽擊敗陳俊維奪冠。2017年，於美國國際挑戰賽男單決賽擊敗B·R·桑吉尔斯奪冠，與兄長呂佳彬搭檔的男雙亦闖入決賽，最終不敵英格蘭的埃利斯／蘭格瑞奇。2018年，呂家弘在澳門公開賽首次晉級世界羽聯大獎賽級別賽事四強之林，最終以1比2（19-21、21-13、14-21）不敌中国的周澤奇。同年11月，在馬來西亞國際系列賽獲得男單亚军。12月，他再次与呂佳彬搭檔出战美國羽毛球國際挑戰賽男雙賽事，最終於决赛以2比0（21-18、21-10）击败美國的周菲利浦／周賴恩，獲得生涯第一座國際賽男双冠军。
2020年8月，呂家弘在第二次全國排名賽擊敗尋求衛冕的李佳豪，第一次獲得全國排名賽冠軍。2022年1月，於第一次全國排名賽第二度奪冠，首次成為國手，入選2022年湯姆斯盃及2022年亞洲運動會代表隊。在2022年5月舉行的湯姆斯盃上，呂家弘在小組賽面對加拿大及印度時出戰第五點男單，獲得一勝一負，助中華隊以小組第一晉級淘汰賽；最終中華隊於淘汰賽首輪止步。

## 主要比賽成績
只列出曾進入準決賽的國際賽事成績：
| 年份   | 賽事                     | 公開賽級別 | 項目     | 搭檔   | 成績   |
| ------ | ------------------------ | ---------- | -------- | ------ | ------ |
| 2014年 | 亞洲青年羽毛球錦標賽     | 其他       | 混合團體 | －     | 季軍   |
| 2014年 | 奧克蘭羽毛球國際賽       | 國際系列賽 | 男子單打 | －     | 冠軍   |
| 2014年 | 越南羽毛球國際系列賽     | 國際系列賽 | 男子單打 | －     | 亞軍   |
| 2015年 | 亞洲青年羽毛球錦標賽     | 其他       | 男子單打 | －     | 季軍   |
| 2015年 | 奧克蘭羽毛球國際賽       | 國際系列賽 | 男子單打 | －     | 冠軍   |
| 2015年 | 奧克蘭羽毛球國際賽       | 國際系列賽 | 男子雙打 | 劉韋奇 | 準決賽 |
| 2015年 | 瑪利拜朗羽毛球國際賽     | 國際系列賽 | 男子單打 | －     | 冠軍   |
| 2015年 | 世界青年羽毛球錦標賽     | 其他       | 混合團體 | －     | 季軍   |
| 2015年 | 世界青年羽毛球錦標賽     | 其他       | 男子單打 | －     | 冠軍   |
| 2016年 | 雪梨羽毛球國際賽         | 國際系列賽 | 男子單打 | －     | 冠軍   |
| 2017年 | 美國羽毛球國際挑戰賽     | 國際挑戰賽 | 男子單打 | －     | 冠軍   |
| 2017年 | 美國羽毛球國際挑戰賽     | 國際挑戰賽 | 男子雙打 | 呂佳彬 | 亞軍   |
| 2018年 | 波蘭羽毛球國際賽         | 國際系列賽 | 男子單打 | －     | 準決賽 |
| 2018年 | 澳門羽毛球公開賽         | 超級300賽  | 男子單打 | －     | 準決賽 |
| 2018年 | 馬來西亞羽毛球國際系列賽 | 國際系列賽 | 男子單打 | －     | 亞軍   |
| 2018年 | 美國羽毛球國際挑戰賽     | 國際挑戰賽 | 男子雙打 | 呂佳彬 | 冠軍   |
| 2019年 | 美國羽毛球國際挑戰賽     | 國際挑戰賽 | 混合雙打 | 陳桂雅 | 準決賽 |
| 2022年 | 斯洛文尼亞羽毛球國際賽   | 國際系列賽 | 男子單打 | －     | 準決賽 |
| 2022年 | 意大利羽毛球國際賽       | 國際挑戰賽 | 男子單打 | －     | 準決賽 |
| 2022年 | 丹麥羽毛球大師賽         | 國際挑戰賽 | 男子單打 | －     | 冠軍   |
| 2024年 | 雪梨羽毛球國際賽         | 國際挑戰賽 | 男子單打 | －     | 準決賽 |
| 2024年 | 北港羽毛球國際賽         | 國際挑戰賽 | 男子單打 | －     | 亞軍   |

| 2007-2017年 | 首要超級賽 | 超級賽 | 黃金大獎賽 | 大獎賽 | 國際挑戰賽 | 國際系列賽 | 未來系列賽 | 其他 |

| 2018-2026年 | 總決賽 | 超級1000賽 | 超級750賽 | 超級500賽 | 超級300賽 | 超級100賽 | 國際挑戰賽 | 國際系列賽 | 未來系列賽 | 其他 |

## 外部連結
- 呂家弘在世界羽球聯盟的登錄資料
- 呂家弘 Lu Chia Hung的Facebook專頁
- 呂家弘的Instagram帳戶